# Parectromoidella lotae
Parectromoidella lotae är en stekelart som först beskrevs av Girault 1922.  Parectromoidella lotae ingår i släktet Parectromoidella och familjen sköldlussteklar. Inga underarter finns listade i Catalogue of Life.